# Hamskifte (dokumentarfilm)
Hamskifte er en dansk dokumentarfilm fra 1986 instrueret af Claus Sølvsten.

## Handling
En musikvideo om at bevæge sig fra en i sit liv til en anden.